# The Complete Illustrated Book of Yoga
The Complete Illustrated Book of Yoga is een belangrijke yogaklassieker uit 1959 van de hand van Swami Vishnu Devananda, de oprichter van de Sivananda Yoga Vedanta Centres. Het boek wordt beschouwd als een van de belangrijkste kiemen die uiteindelijk leidden tot de verspreiding van hatha yoga in het Westen.
Het boek is gebaseerd op de Sivananda-yoga die werd onderwezen door Swami Sivananda en gaat terug op het klassieke geschrift Hatha yoga pradipika. Het boek beschrijft de technieken voor het ontwikkelen van fysieke kracht en flexibiliteit, het verkrijgen van ontspanning en verjonging van de geest, het vergroten van de concentratievermogens en het tegengaan van ziekte. De filosofie van Sivananda richt zich hierbij op vijf principes:
- Een goede ademhaling: pranayama
- Oefening: asana's
- Ontspanning: savasana
- Voedselvoorschriften: vegetarisch
- Positivisme en meditatie: vedanta en dhyana